# L'École de la vie
L'École de la vie est une série télévisée franco-belge créée par Sylvie Bailly et Mathieu Gleizes inspirée de la série québécoise 30 vies écrite par Fabienne Larouche.
Cette fiction est une coproduction de Fiction'Air, Banijay Studios France, France Télévisions, Be-FILMS et la RTBF (télévision belge).
Elle a été d'abord diffusée en Belgique à partir du 31 mars 2021 sur la chaîne Tipik, puis en France à partir du 21 avril 2021 sur France 2.
Le 22 juin 2023, la série est annulée après deux saisons, à la suite d'une baisse significative des audiences.

## Synopsis
Vincent, un professeur d'histoire-géographie, est frappé par un terrible drame : son épouse Justine décède en mettant leur fille au monde. Face à cette insoutenable réalité, et pour ne pas sombrer, il se réfugie entièrement dans son métier d'enseignant au grand désarroi de son entourage et de la proviseure, madame Mine.
Chacun des six épisodes met en scène un de ses élèves : Lucas, rendu paraplégique à la suite d'un accident et qui ne supporte plus le regard des autres ; Chloé, qui ne trouve plus l'énergie pour lutter contre les remarques acerbes de certains de ses camarades sur son poids ; Juliette, convaincue d'être responsable de la mort de sa mère et qui sombre peu à peu dans l'alcoolisme ; Mehdi, victime de maltraitance, qu'il tente de dissimuler ; Zoé, qui vit dans la précarité depuis quelques mois, ce qui rend son quotidien difficile et commence à l'isoler ; et enfin Alex, que ses copains entraînent peu à peu vers une idéologie d'extrême droite.
Ces six élèves parviendront à surmonter leurs difficultés grâce à l'aide de Vincent, qui se démène pour trouver des solutions, sortant parfois du rôle d'enseignant pour s'impliquer personnellement dans la vie de ses lycéens.

## Fiche technique
Sauf indication contraire, les informations mentionnées dans cette section peuvent être confirmées par la base de données cinématographiques Allociné,  présente dans la section « Liens externes ».
- Réalisation : Slimane-Baptiste Berhoun, Elsa Bennett et Hippolyte Dard
- Scénario : Gaëlle Thomas, Soiliho Bodin, Fabrice de Costil, Sandra Tosello...
- Décors : Michel Schmitt
- Costumes : Corinne Bruand
- Son : Véronique Tiron
- Montage : Gopal Puntos
- Compositeurs : Sage, Clara Luciani
- Producteurs : Nagui, Bruno Guilhem, Stéphanie Chartreux et Alban Etienne
- Sociétés de production : Fiction'Air, Banijay Studios France, France Télévisions, Be-FILMS et la RTBF (télévision belge)[1]
- Pays de production :  France /  Belgique
- Durée : 52 minutes[1]
- Date de diffusion : 
  - Belgique : du 31 mars 2021 au 14 avril 2021 sur Tipik
  - France : du 21 avril 2021 au 5 mai 2021 (saison 1) et du 5 avril 2023 au 19 avril 2023 (saison 2) sur France 2

## Distribution
- Guillaume Labbé : Vincent Picard, prof d'histoire-géo
- Julie de Bona : Alexandra Delage, prof de français
- Florence Pernel : Carole Mine, la proviseure
- Bruno Sanches : Léo Costa, prof de sport
- Émilie Dequenne : Justine Michelet-Picard, l'épouse de Vincent
- Yannig Samot : Thomas Bouvier
- Cécile Rebboah : Aline Fourge, prof de physique-chimie
- Mélanie Page : Sandrine Joubert, prof de maths
- Armelle Abibou : Astrid Askénazi
- Nicolas Briançon : Xavier Burgin, prof d'arts plastiques
- Cédric Revollon : M. Chagne
- Nader Boussandel : Rayan Yadir, l'infirmier scolaire
- Léa Millet : Alexandra Gimenez, prof d'espagnol
- Marie Bunel : Catherine Picard, la mère de Vincent
- François Berléand : Alexandre Michelet, le père de Justine
- Brigitte Aubry : Marie Michelet, la mère de Justine
- Hanane El Yousfi : Juliette Morel
- Marc Lavoine : Éric Morel, père de Juliette
- Xavier Lemaître : Gilles,le père de Margaux
- Déborah François : Clémence
- Xavier Lacaille : Jonathan
- Nadège Beausson-Diagne : Agnès Chevin, la mère de Chloé et Lucie
- Bruno Solo : Marc de Castrie, le père de Paul
- Julien Boisselier : Pierre Roche, le père d'Alex
- Laurence Porteil : Élise Roche, la mère d'Alex
- Marie Dompnier : Karine Verney, la mère de Zoé
- Évelyne El Garby-Klaï : Marianne Cassien, l'inspectrice d'académie
- Héloïse Volle : Jade
- Nadia Fossier : la mère de Jade
- Nicolas Jacquens : Malik
- Abdel Bendaher : Mehdi Khider
- Simon Aouizerate : Brahim Khider, petit frère de Mehdi
- Tess Boutmann : Elsa
- Djibi Diakhaté : Alessandro Giao
- Sabine Pakora : La mère d'Alessandro
- Camille Léon-Fucien : Chloé Chevin
- Sandrine Salyères : Lucie Chevin
- Bruni Makaya : Lucas Beltrand
- Théo Augier : Lenny Malfrois
- Jules Houplain : Jean-Baptiste Lopin
- Vincent Rialet : Paul de Castrie
- Lorette Nyssen : Zoé Verney
- Victor Bonnel : Alex Roche
- Louison Grimaldi : Anaïs
- Pablo Beugnet : Jules
- Théo Van de Voorde : Anthony
- Constance Labbé : Docteur Camille Chomel
- Sabine Perraud : Docteur Dolfuss
- Georges Gay : M. Malfrois
- Frédéric Amico : L'avocat de M. Malfrois
- Samuel Dupuy : Le chef d'entreprise
- Constantin Vidal : Marvin
- Paul Le Bourdon : Lucas
- Karine Texier : Mère de Lucas
- Stéphane Giletta : Père de Lucas
- Basile Violette : Mathias
- Riad Gahmi : Yassine
- Otis Ngoi : M. Cantrel
- Florian Schwob : Niv
- Morgane Frioux : Aïssa
- Rosie Boccardi : Clémence
- Raphaël de Ferran : Thomas
- Eliot Daurat : Adam
- Marine Marcais-Boyer : Margaux
- Sarah Pachoud : Ludivine
- Daphné Girard : Clara
- Suzanne Objois : Sofia
- Florian Lesieur : Simon
- Rita Benmannana : Maëlys
- Lucas Pennetier : Enzo
- Ilinka Lony : Iris
- Nolon Masraf : Naïm
- Seydina Baldé : M.Beltrand, père de Lucas

Principaux acteurs de la série
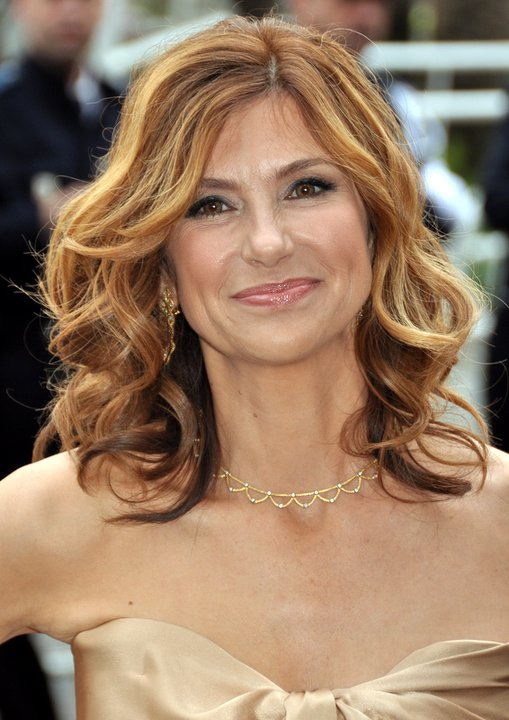
Florence Pernel (Carole Mine).
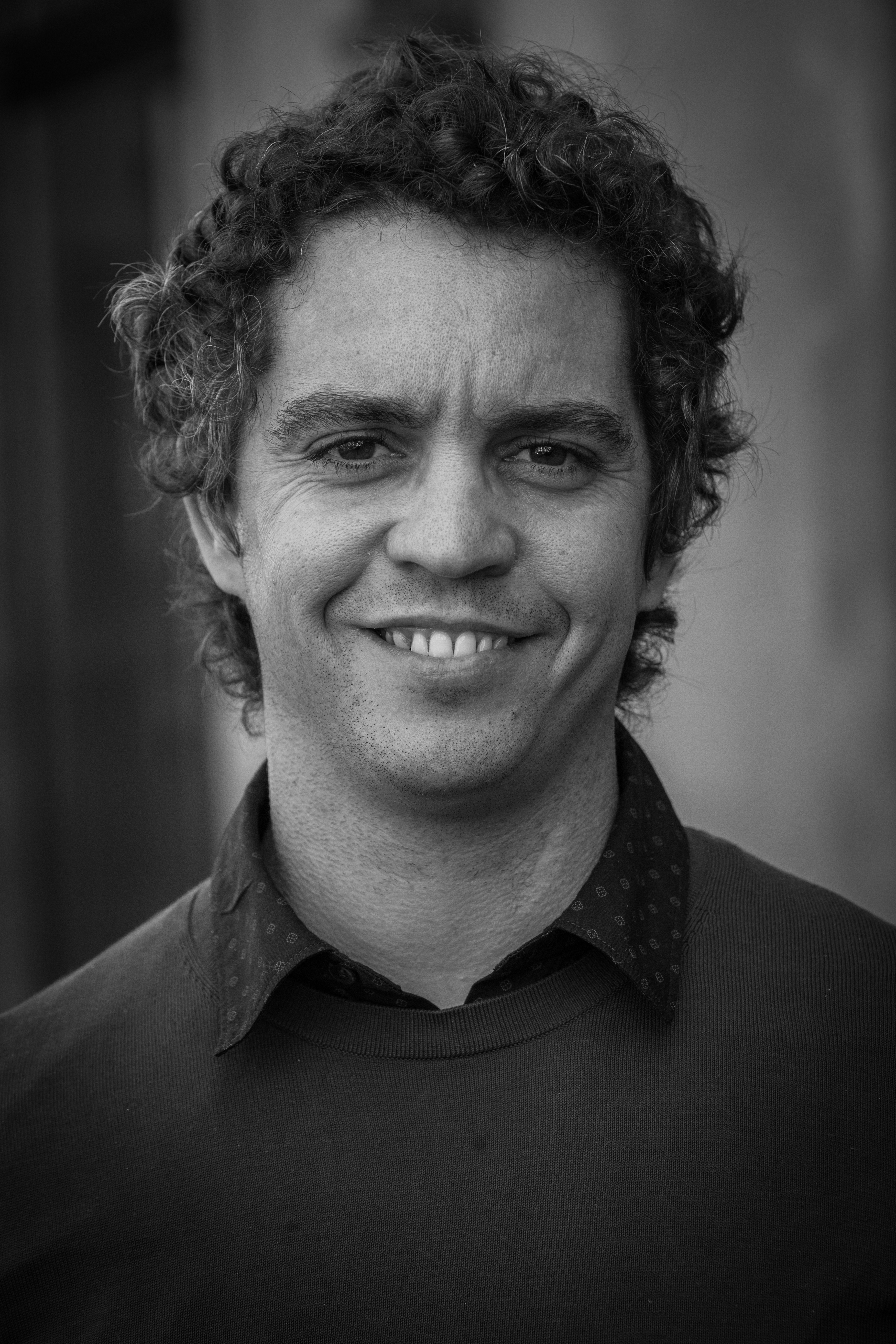
Bruno Sanches (Léo Costa).
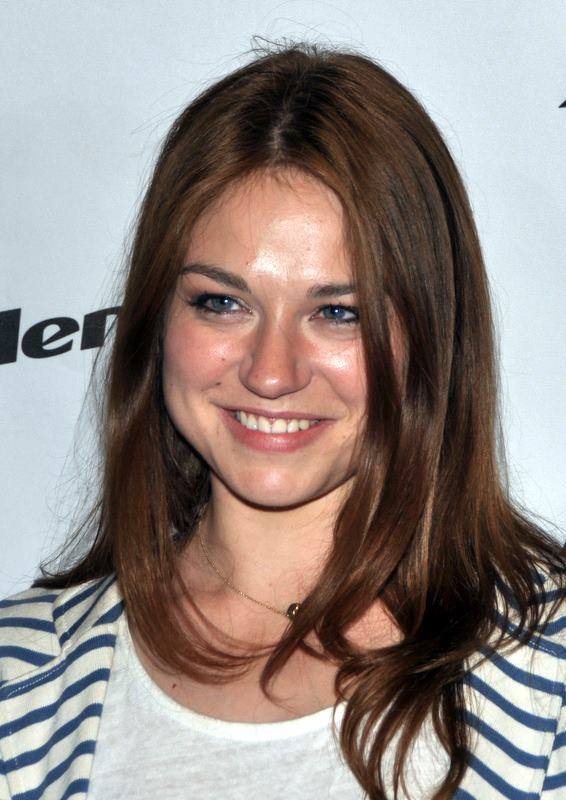
Émilie Dequenne (Justine).

## Production
En juin 2021, une deuxième saison est confirmée.
Le 22 juin 2023, la série est annulée après deux saisons.

## Épisodes

### Première saison (2021)
1. Lucas
2. Chloé
3. Juliette
4. Mehdi
5. Zoé
6. Alex

### Deuxième saison (2023)
Note : Pour les informations de renouvellement voir la section Production.
Le tournage se déroule en région parisienne du 16 août 2022 au 14 novembre 2022.
La saison 2 est diffusée en Belgique à partir du 30 mars 2023 sur La Une et en France à partir du 5 au 19 avril 2023 sur France 2.
1. Ambre
2. Naïm
3. Ludivine
4. Maëlys
5. Margaux
6. Adam

## Audiences

### Première saison (2021)
| Épisode              | Diffusion              | Diffusion            | Audience moyenne          | Audience moyenne                       | Audience moyenne         | Audience moyenne | Réf.  |
| Épisode              | Jour                   | Horaire              | Nombre de téléspectateurs | Part de marché (sur les 4 ans et plus) | Part de marché (FRDA-50) | Classement       | Réf.  |
| -------------------- | ---------------------- | -------------------- | ------------------------- | -------------------------------------- | ------------------------ | ---------------- | ----- |
| 1                    | Mercredi 21 avril 2021 | 21:05 - 22:00        | 3 464 000                 | 13,6 %                                 | 11,5 %                   | 2e               | [ 6 ] |
| 2                    | Mercredi 21 avril 2021 | 22:00 - 23:00        | 3 156 000                 | 14 %                                   | 11,5 %                   | 2e               | [ 6 ] |
| 3                    | Mercredi 28 avril 2021 | 21:05 - 22:00        | 2 853 000                 | 11,1 %                                 | 8,4 %                    | 3e               | [ 7 ] |
| 4                    | Mercredi 28 avril 2021 | 22:00 - 23:00        | 2 743 000                 | 12,2 %                                 | 8,4 %                    | 3e               | [ 7 ] |
| 5                    | Mercredi 5 mai 2021    | 21:05 - 22:00        | 3 126 000                 | 12,5 %                                 | 8,9 %                    | 3e               | [ 8 ] |
| 6                    | Mercredi 5 mai 2021    | 22:00 - 23:00        | 2 926 000                 | 13,3 %                                 | 8,9 %                    | 3e               | [ 8 ] |
| Moyenne de la saison | Moyenne de la saison   | Moyenne de la saison | 3 045 000                 | 12,8 %                                 | 9,6 %                    |                  | [ 9 ] |

- Les plus hauts chiffres d'audience
- Les plus bas chiffres d'audience

### Deuxième saison (2023)
| Épisode              | Diffusion              | Diffusion            | Audience moyenne          | Audience moyenne                       | Audience moyenne         | Audience moyenne | Réf.   |
| Épisode              | Jour                   | Horaire              | Nombre de téléspectateurs | Part de marché (sur les 4 ans et plus) | Part de marché (FRDA-50) | Classement       | Réf.   |
| -------------------- | ---------------------- | -------------------- | ------------------------- | -------------------------------------- | ------------------------ | ---------------- | ------ |
| 1                    | Mercredi 5 avril 2023  | 21:10 - 22:05        | 2 842 000                 | 13,3 %                                 | 6,4 %                    | 1er              | [ 10 ] |
| 2                    | Mercredi 5 avril 2023  | 22:05 - 23:00        | 2 482 000                 | 13,5 %                                 | 6,4 %                    | 1er              | [ 10 ] |
| 3                    | Mercredi 12 avril 2023 | 21:10 - 22:05        | 2 585 000                 | 12,4 %                                 | 5,6 %                    | 1er              | [ 11 ] |
| 4                    | Mercredi 12 avril 2023 | 22:05 - 23:00        | 2 361 000                 | 12,8 %                                 | 5,6 %                    | 1er              | [ 11 ] |
| 5                    | Mercredi 19 avril 2023 | 21:10 - 22:05        | 2 374 000                 | 11,5 %                                 | 5,3 %                    | 1er              | [ 12 ] |
| 6                    | Mercredi 19 avril 2023 | 22:05 - 23:00        | 2 168 000                 | 11,8 %                                 | 5,3 %                    | 1er              | [ 12 ] |
| Moyenne de la saison | Moyenne de la saison   | Moyenne de la saison | 2 470 000                 | 12,6 %                                 | 5,8 %                    | 1er              | [ 13 ] |

- Les plus hauts chiffres d'audience
- Les plus bas chiffres d'audience